# 6587 Brassens
6587 Brassens è un asteroide della fascia principale. Scoperto nel 1984, presenta un'orbita caratterizzata da un semiasse maggiore pari a 2,4547549 UA e da un'eccentricità di 0,0652416, inclinata di 4,92670° rispetto all'eclittica.

## Curiosità
È stato così chiamato in onore del poeta e cantautore Georges Brassens.